# Молібденіт

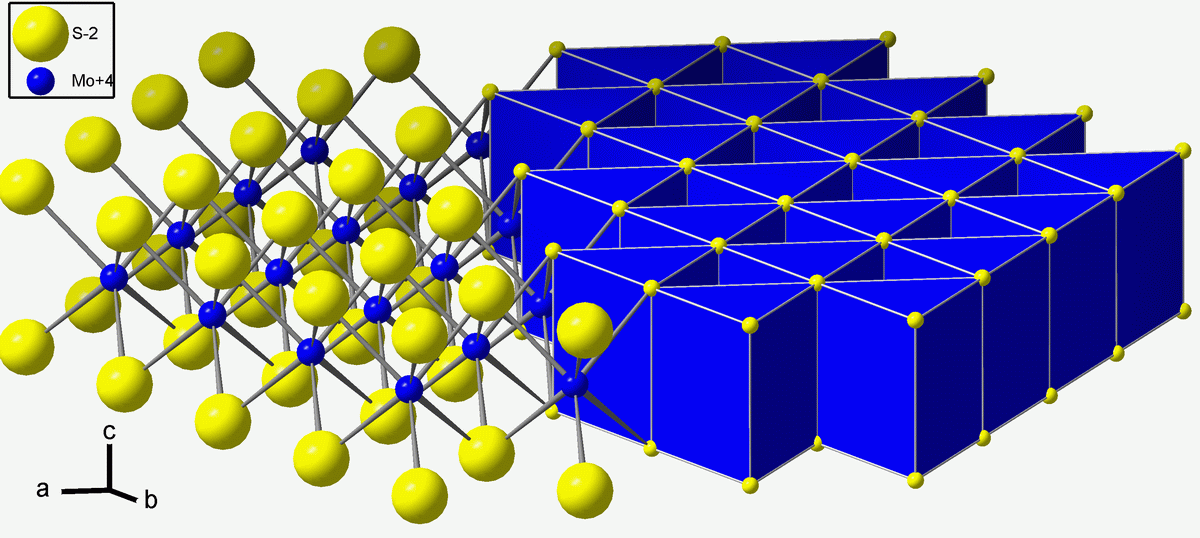
Структура молібденіту

Молібдені́т — мінерал класу сульфідів, сульфід молібдену шаруватої будови.
Інша назва — молібденовий блиск, молібденовий колчедан.
Руда молібдену.

### Етимологія
Назва молібденіту походить від грец. μόλυβδος, «свинець, оливо» і прикметникового суфікса -ίτης. Вперше у такій формі слово вжив ірландський хімік Рі́чард Кі́рван (1733–1812) у 1796 році, хоча під ним він розумів не сульфід молібдену, а сам метал. Незабаром цю назву присвоїли мінералу  [Архівовано 22 липня 2002 у Wayback Machine.].

## Основні характеристики
Хімічна формула: MoS2. Містить (%): Мо — 59,94; S 40,06. Домішки: Re, Ge, Se, Nb, V, Zn, As.
Відомі залізисті і мідевмісні різновиди молібдені́ту, а також селенисті молібдені́ти, що містять до 25 % Se.

## Кристалографія
Сингонія гексагональна. Дигексагонально-дипірамідальний вид симетрії.

### Агрегати і габітус
Для кристалів цього мінералу характерний гексагонально-таблитчастий габітус. Кристали мають вид шестикутних пластинок або коротких, трохи звужуючихся призм. Зустрічається у вигляді листуватих і лускуватих агрегатів, тонколускуватих вкраплень в ін. мінералах (наприклад, у кварці), сферолітів, а також гексагонально-таблитчастих, іноді короткопризматичних діжковидних кристалів. Головними формами є {0001}, {1010}, {1011}, {1012} та ін. Грані пінакоїда {0001} часто покриті штриховкою.
Дуже рідко трапляються двійники по (0001).

## Фізичні властивості

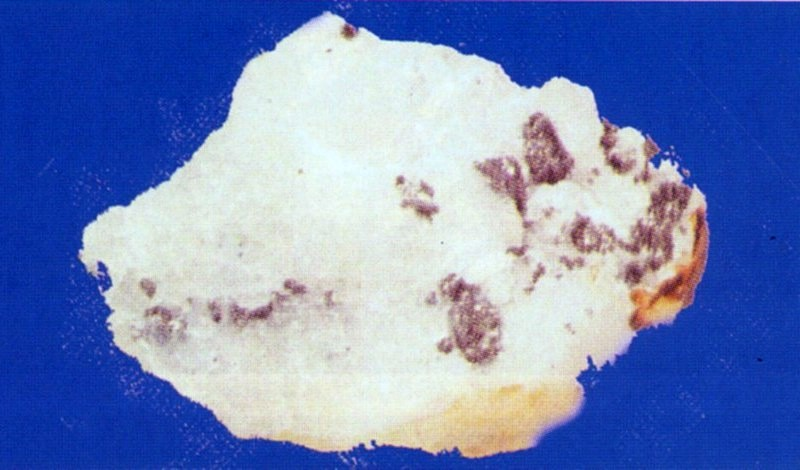

Спайність вельми досконала по (0001), луски гнучкі, проте не пружні. Твердість 1,0-1,5. Густина 4,6-4,8. Жирний на дотик. Блиск металевий. Колір свинцово-сірий. Колір риси сіро-чорний. Непрозорий.

## Знаходження
Утворюється як акцесорний мінерал в деяких гранітах; зустрічається в пегматитах і аплітах. Часто зустрічається у гідротермальних родовищах, пов'язаних з кислими породами. Присутній у родовищах різних генетичних типів. У пегматитових — в асоціації з вольфрамітом, каситеритом, шеєлітом, мінералами Ві; в контактово-метасоматичних і ґрейзенових — з ґранатом, шеєлітом, турмаліном, піритом, вольфрамітом. У штокверкових гідротермальних родов., що містять осн. частину пром. молібденових руд, М. асоціює з кварцом, серицитом, піритом (Клаймакс, США), а в жильних — з кварцом, піритом, халькопіритом, сфалеритом, ґаленітом. Знайдений як акцесорний мінерал кварцово-польовошпатового порфіру в родов. Кон, Канада).

## Родовища
Родовища молібденіту, як правило, є гідротермальними утвореннями, які генетично зв'язані з кислими породами.
Найбільшими родовищами є Клаймакс (штат Колорадо, США), на частку якого припадає 55-60 % світового видобутку молібдену і Бінгем (штат Юта, США); копальня «Кнабен» (Телемаркен, Південна Норвегія), Циновець, Крупка (Чехія), Ауербах, Альтенберґ, Еренфрідерсдорф та ін. (ФРН), Кавказ, Алтай, Забайкалля (РФ). В Україні є в межах Українського щита, на Донбасі, на Волині.
Молібденіт — головний мінерал молібденових руд. Крім того, з нього вилучають Re і Se.
Основний спосіб збагачення — флотація з використанням неполярних вуглеводнів.

## Практичне значення
Молібденіт — єдина промислова руда молібдену. Нижньою межею вмісту Мо для молібденово-кварцоворудних жил вважається 0,1 %, а для вкрапленх — 0,04 %.

## Різновиди
Розрізняють:
- молібденіт 2H (те саме, що молібденіт);
- молібденіт 3R (природна поліморфна модифікація MoS2.